# Malaconothrus yinae
Malaconothrus yinae är en kvalsterart som beskrevs av Yamamoto, Aoki, Wang och Hu 1993. Malaconothrus yinae ingår i släktet Malaconothrus och familjen Malaconothridae. Inga underarter finns listade i Catalogue of Life.